# فرنسيسكو خوسيه فيرنانديز كوستا
فرنسيسكو خوسيه فيرنانديز كوستا (بالبرتغالية: Francisco José Fernandes Costa‏) هو صحفي وسياسي برتغالي، ولد في 19 أبريل 1867 في البرتغال، وتوفي في 19 يوليو 1925 في فيغيرا دا فوز في البرتغال. حزبياً، نشط في Portuguese Republican Party ‏. وقد انتخب وزير الخارجية ‏ (15 يناير 1920 – 15 يناير 1920) وانتخب رئيس وزراء البرتغال (15 يناير 1920 – 15 يناير 1920).